# Gaétan Turcotte
Gaétan Turcotte (ur. 10 grudnia 1954 w Quebecu, zm. 20 marca 2022 tamże) – kanadyjski piłkarz wodny, uczestnik Letnich Igrzysk Olimpijskich 1976.
Na igrzyskach w Montrealu Turcotte reprezentował Kanadę w kilku meczach. Na igrzyskach zdobył cztery bramki w czterech meczach (w spotkaniach z Iranem, Kubą, Związkiem Radzieckim, Meksykiem). W klasyfikacji końcowej, jego drużyna uplasowała się na dziewiątym miejscu, wśród dwunastu drużyn, które wzięły udział w igrzyskach.
W 1979 roku Turcotte, wraz z kolegami z reprezentacji, zdobył brązowy medal na igrzyskach panamerykańskich, które odbywały się w San Juan w Portoryko.